# Análisis tridimensional
El análisis tridimensional se basa en el estudio de la geometría descriptiva, disciplina de carácter formativo que permite visualizar en el plano, problemas en el espacio de tres dimensiones. 
La sistematización de la teoría de las proyecciones tiene su origen en los estudios hechos por el matemático francés Gaspard Monge, quien a finales del siglo XVIII (1795-1799) publicó Geometrie descriptive en donde sienta las bases de lo que ahora se conoce como geometría descriptiva.

## Proyección cilíndrica ortogonal
La proyección es la intersección de una recta proyectante que contiene a un elemento geométrico del espacio con un plano de proyección. Suponiendo que la recta proyectante y el plano de proyección forman un ángulo recto, de donde las proyecciones reciben el nombre de proyecciones ortogonales, es decir la proyección cilíndrica ortogonal. 
Los planos de proyección se identifican como plano horizontal y plano frontal. La región del plano frontal comprende el I y II cuadrante, esta región se denomina como plano frontal superior (PFS) y la región comprendida en entre los cuadrantes III y IV, se denomina plano horizontal anterior (PHA). De la misma forma, para el plano horizontal comprendido entre los cuadrantes I y IV lo identificaremos como plano horizontal anterior (PHA), mientras que la región correspondiente a los cuadrantes II y III, se identifica como plano horizontal posterior (PHP). 
En la imagen anterior se observa las proyecciones del punto A, la proyección presente en el plano horizontal anterior se designó con la letra minúscula correspondiente a la que identifica el elemento geométrico en el espacio, y la proyección frontal con la misma letra minúscula pero acompañada de un apóstrofo “ ’ ”, la recta de intersección de los planos de proyección se conoce como línea de tierra y se identifica por dos segmentos de recta contenidos en la proyección horizontal.

## Planos de proyección
Se usan dos planos de proyección, uno horizontal y otro perpendicular a este, vertical. Por lo que cualquier punto A en el espacio (Fig. No. 2) tendrá dos proyecciones en el plano horizontal y A’ en el plano vertical. La intersección de los planos, la recta IT, se denomina línea de tierra. 
Se usan dos planos de proyección, uno horizontal y otro perpendicular a este, vertical. Por lo que cualquier punto A en el espacio (Fig. No. 2) tendrá dos proyecciones en el plano horizontal y A’ en el plano vertical. La intersección de los planos, la recta IT, se denomina línea de tierra.
Las líneas de proyección horizontal Aa Y vertical Aa son perpendiculares entre sí y perpendiculares a sus respectivos planos de proyección. 

## Representación plana
En la geometría descriptiva no interesa la representación espacial; sino sus proyecciones. Para el dibujo s necesita de una superficie plana. Entonces se gira el plano vertical hacia atrás haciendo que este, junto con l plano horizontal formen una sola superficie.

### Montea
Se denomina montea al conjunto de plano horizontal y uno vertical. 
Para diferenciar a uno de otro plano, se colocarán dos rayitas paralelas a la línea de tierra siempre hacia el plano horizontal. con montea se puede definir y localizar la posición de cualquier objeto en el espacio.

### Altura o cota
La altura o cota de un punto es la distancia que existe del plano horizontal al objeto en el espacio. Se expresa en la montea por la distancia de la línea de tierra a la proyección del punto en el plano vertical, o sea a'.

### Alejamiento
El alejamiento de un punto es la distancia que existe en un plano vertical al objeto en el espacio. Se expresa en la montea por la distancia de la línea de tierra a la proyección del punto horizontal o sea a.

### Línea de tierra
La línea de tierra no solo es la intersección del plano horizontal con el vertical, sino también la representación del plano horizontal, visto como una sola recta. Si observamos solamente el plano horizontal, es decir desde arriba, la línea de tierra representa también al plano vertical, visto como una sola recta. 

### Coordenadas de distancia de un elemento geométrico
Por comodidad se ubica el origen sobre la línea de tierra y a la izquierda del más cercano de los elementos geométricos en estudio, esto con el fin de obtener siempre las coordenadas distancias positivas.
De esta forma quedan definidas las coordenadas para ubicar un elemento geométrico en el espacio y a lo largo del texto serán presentadas de manera inversa como se obtuvieron, es decir, distancia, alejamiento y cota, y presentadas en paréntesis, es decir en un punto de coordenadas. Por ejemplo (1,2,3), donde 1, es la distancia, 2 el alejamiento y 3 la cota. 
Un punto ubicado en el primer cuadrante tiene la caracteriza de que tanto su alejamiento y su cota son positivos, en el caso de un punto en el segundo cuadrante su alejamiento es negativo, pero su cota es positiva.
| UBICACIÓN                  | DISTANCIA | ALEJAMIENTO | COTA |
| -------------------------- | --------- | ----------- | ---- |
| Primer cuadrante           | +         | +           | +    |
| Segundo cuadrante          | +         | -           | +    |
| Tercer cuadrante           | +         | -           | -    |
| Cuarto cuadrante           | +         | +           | -    |
| Plano frontal superior     | +         | 0           | +    |
| Plano frontal inferior     | +         | 0           | -    |
| Plano horizontal anterior  | +         | +           | 0    |
| Plano horizontal posterior | +         | -           | 0    |
| En la línea recta          | +         | 0           | 0    |

## La recta
Cualquier recta en el espacio tiene dos proyecciones, una horizontal y otra vertical. Las rectas reciben su nombre dependiendo de las características del paralelismo, perpendicularidad u oblicuidad que guarden con respecto a los planos de proyección, el análisis para los diferentes tipos de rectas se hará únicamente en el primer cuadrante, esto no significa que la recta no se ubique en cualquier otro cuadrante, pero las características que esta presenta son las mismas, lo cual evita tener que trabajar de un solo lado de la recta, lo que genera confusión en muchas ocasiones.

### Características de las rectas

#### Recta fronto-horizontal
Es una recta paralela tanto al plano horizontal, como al plano frontal de proyección (vertical) y debido a que estamos en la proyección cilíndrica ortogonal sus proyecciones diédricas resultan paralelas a la línea de tierra, por lo que en ambas proyecciones aparece la magnitud real de la recta (MR). Por ser paralela a ambos planos, el ángulo que existe entre ellos resulta nulo. 

#### Recta frontal
Este tipo de recta es paralela al plano frontal de proyección, (por lo que sus alejamientos son constantes) pero oblicua con respecto al plano horizontal de proyección, su magnitud real aparece en la proyección frontal, este tipo de recta forma un ángulo en el plano horizontal que suele denominarse α (aunque se puede asignar cualquier otra sigla) y tal ángulo aparece también en las proyecciones diédricas en magnitud real.

#### Recta vertical
Este tipo de recta es paralela al plano frontal de proyección, pero a diferencia de la recta frontal, ahora es perpendicular al plano horizontal, su magnitud real aparece en la proyección frontal, el ángulo que forma con el plano horizontal es un ángulo recto (90°).
Todas las rectas analizadas hasta este momento tienen la característica de ser paralelas al plano horizontal de proyección, por lo que todos los puntos que pertenezcan a ella tienen la característica de tener alejamientos constantes. 

#### Recta horizontal
Forman un ángulo con el plano frontal de proyección, que suele denominarse β, tanto en el ángulo como la recta aparece e magnitud real en la proyección horizontal y como era evidente la proyección frontal es paralela a la línea de tierra. 

#### Recta de punta
Tiene la característica de ser perpendicular al plano frontal de proyección y desde luego paralela al plano horizontal de proyección, por lo que sus cotas constantes, la proyección frontal de esta recta resulta ser un punto y la convención que adoptamos en primera instancia es colocar el extremo del segmento que veremos primero; para ellos nos auxiliaremos de la proyección horizontal, en donde se puede aprecia que extremos está más cercano al observador. 

Una vez que se han analizado las proyecciones de los diferentes tipos de recta que son paralelas al plano horizontal de proyección, procedemos a estudiar los diferentes tipos de rectas que sean paralelas ahora al plano de perfil, es importante aclarar que, en geometría descriptiva, cualquier otro plano diferente al plano horizontal y frontal (vertical) se considera como un plano auxiliar, incluso el plano de perfil, que en la teoría de las proyecciones se considera como principal, 

#### Recta de perfil
Las proyecciones diédricas de este tipo de recta resulta ser perpendiculares a la línea de tierra, forma ángulos con los principales planos de proyección (α y β) pero estos no se pueden apreciar en sus proyecciones, así como tampoco se puede apreciar la magnitud real de la recta, en este caso particular, los ángulos α y β formados por la recta son complementarios y para obtener la magnitud real de la recta se empleará un procedimiento gráfico. 

#### Recta oblicua
Esta recta no guarda característica alguna de paralelismo o perpendicularidad con los planos principales de proyección o con el plano de perfil, es decir este tipo de recta es oblicua con respecto a los planos antes citados, por lo que no presenta su magnitud real en proyecciones diédricas, los ángulos que forma con los planos de proyección no necesariamente tienen que ser complementarios, este sería un caso muy particular y tampoco están representados en magnitud real en proyecciones, habría que emplear un procedimiento gráfico.